# Aimé Malécot
 (septembre 2018).
Si vous disposez d'ouvrages ou d'articles de référence ou si vous connaissez des sites web de qualité traitant du thème abordé ici, merci de compléter l'article en donnant les références utiles à sa vérifiabilité et en les liant à la section « Notes et références ».
Pour les articles homonymes, voir Malécot.
Aimé Malécot (de son nom de naissance Léon Antonin Aimé Malécot), né le 2 février 1896 à Saint-Étienne (Loire) et mort le 29 décembre 1960 dans la même ville, est un architecte et homme politique français.

## Biographie

### Famille et études
Il est issu d'une famille protestante. Aimé Malécot est le fils de Charles Malécot (1869-1940), architecte et de Marie Morel.
Il est cousin germain de Gustave Malécot[réf. nécessaire], mathématicien et généticien, et de Henri Malécot, Juste parmi les nations.
Il est élève au lycée Claude-Fauriel de Saint-Étienne puis étudiant à l'École spéciale des travaux publics de Paris.

### Carrière professionnelle
À sa sortie de l’École, il travaille dans le cabinet de son père à Saint-Chamond, d’abord comme chef de bureau, puis comme associé. Il y travaille seul à partir de 1925. En 1934, il installe son agence dans la maison qu’il a construite, rue des docteurs Charcot, à Saint-Étienne. Son fils Marc le rejoint en 1951. Il est architecte collaborateur des villes de Saint-Étienne, Rive-de-Gier, La Grand-Croix, Izieux et Saint-Chamond. Il est expert auprès des tribunaux de la Loire et membre du syndicat des architectes de la Loire.
Il se consacre à la défense de sa profession et joue un rôle très important dans le secteur du logement social. Il est un des fondateurs du Mouvement HLM, en tant que vice-président de l'Union des HLM et président de la Fédération des Sociétés Anonymes d'HLM. Il préside la commission Urbanisme et Habitat. Il est élu par ses confrères vice-président de l'Ordre national des architectes.
Parallèlement à ses activités professionnelles, Aimé Malécot apporte son concours à diverses œuvres caritatives d'obédience protestante, notamment « L'Œuvre des Enfants à la Montagne » créée par le pasteur Louis Comte, avec qui il travaille, et qui permet à des enfants de famille modeste, notamment de mineurs de Saint-Étienne, de passer des vacances au Chambon-sur-Lignon.

### Première Guerre mondiale
Il est mobilisé en 1916 puis termine la guerre de 1914-1918 avec le grade de lieutenant (capitaine de réserve), il reçoit à ce titre, la croix de guerre 1914-1918. Il est fait chevalier de la Légion d'honneur.

### Seconde Guerre mondiale
Il est mobilisé au début de la Deuxième Guerre mondiale, en tant qu'officier de réserve, commandant d'une batterie de « 75 ». Le capitaine Aimé Malécot est un des rares officiers à ramener son unité, ce qui lui vaut la croix de guerre 1939-1945. Démobilisé, Aimé Malécot, farouchement opposé à la collaboration et au maréchal Pétain, entre immédiatement dans la Résistance, aux côtés de Eugène Claudius-Petit, Pétrus Faure, André Philip et François de Menthon. Il participe également activement, aux côtés des pasteurs André Trocmé et Édouard Theis, au sauvetage de milliers d'enfants juifs par la communauté protestante du Chambon-sur-Lignon et des villages environnants. Il le fait en fabriquant de faux-vrais papiers d'identité dans son cabinet d'architecture à Saint-Étienne, papiers qu'il fait passer aux pasteurs du Chambon-sur-Lignon, notamment via Mireille Philip. Après la guerre l'architecte Aimé Malécot construit les bâtiments du collège Cévenol au Chambon-sur-Lignon.
Il sera promu officier de la Légion d’honneur par décret du 17 septembre 1946. Dans son dossier, son rôle dans la Résistance est souligné : Membre de la commission exécutive fédérale du Parti socialiste clandestin dont toutes les réunions locales, départementales et beaucoup de réunions régionales se tenaient chez lui dès 1941. Officier de liaison dans l’Armée secrète dès 1943. Agent de renseignement de l’Intelligence Service, dans les groupes Peillon et Longchambon. Distributeur régional de tracts et journaux clandestins, populaire, Libération, etc. 

### Carrière politique
Dès les premières élections libres qui suivent en 1945, Aimé Malécot est élu conseiller général du canton de Saint-Étienne-Nord-Est, puis président du Conseil général de la Loire qui se substitue au comité de Libération de la Loire. Il crée alors l'Association des Présidents de Conseils Généraux (APCG), et il en devient le premier président. En tant que président de l'APCG il se lie avec Pierre de la Gontrie, président du conseil général de Savoie et ancien résistant comme lui. L'architecte Aimé Malécot valide ainsi à la demande de Pierre de la Gontrie le plan masse de la future station de Courchevel.
Aimé Malécot se présente aux élections sénatoriales en 1948 et expose les objectifs qui seront les siens durant son mandat de sénateur : simplification des impôts, séparation des finances de l'État et des collectivités locales, contrôle accru des services nationalisés.
Après son élection, il rejoint le groupe de la Gauche démocratique et il entre à la commission de la famille, de la population et de la santé publique, à la commission de la reconstruction et des dommages de guerre, et à la sous-commission chargée de suivre et d'apprécier la mise en œuvre de la convention de coopération économique européenne et le programme de relèvement européen. La tâche de la reconstruction lui tient particulièrement à cœur, tâche dans laquelle il met à profit ses compétences d'architecte. Ainsi, rédige-t-il un rapport en 1953 sur les travaux préliminaires à la reconstruction. Puis un second rapport s'attache à faciliter la construction de logements économiques. Parallèlement, il dépose une série d'amendements qui prévoit un plan quadriennal assurant la construction de quatre vingt mille logements pour l'année 1952.
Défendant son métier d'architecte, Aimé Malécot dépose un amendement sur les honoraires de ses collègues et un autre amendement sur le concours du fonds national d'amélioration de l'habitat pour les immeubles vendus en copropriété. En 1952, Aimé Malécot entre à la commission des pensions et un an plus tard, il devient membre de la commission de la production industrielle.
Aimé Malécot s'est souvent trouvé en désaccord avec ses pairs ou avec le gouvernement sur des points qu'il juge essentiels. Dès 1948, il intervient dans une discussion sur la fixation d'un maximum dans les dépenses publiques. Il estime que « La France vit au-dessus de ses moyens ». En 1952, il va jusqu'à donner sa démission du Parti socialiste. Selon lui, Antoine Pinay fait alors l'erreur de ne pas compter sur l'appui des ouvriers. Pourtant, Aimé Malécot préconise l'entente entre les milieux ouvriers et paysans, le patronat et la bourgeoisie. Il souhaite que « M. Pinay ne fasse pas de la défense du franc une duperie pour les classes les plus pauvres ».
Il quitte le sénat en 1955 et ne se représente pas pour des raisons de santé.
Il meurt à Saint-Étienne le 29 décembre 1960 des suites d'une leucémie.

## Vie privée
Aimé Malécot s'est marié le 2 mars 1919 à Plombières-les-Bains (Vosges) avec Germaine Bernardin (1898-1997). De ce mariage naîtront 3 enfants :
- Micheline Malécot (1919-2002).
- Marc Malécot (1923-1981), architecte.
- Yvette Malécot (1930-2022).

## Mandats

### Mandat parlementaire
- 7 novembre 1948 - 19 juin 1955 : Sénateur de la Loire[2]

### Mandats locaux
- 1945 - 1949 : Conseiller général du canton de Saint-Étienne-Nord-Est
- 1945 - 1949 : Président du conseil général de la Loire

## Décorations

### Décorations officielles
- Chevalier de la Légion h'Honneur
- Officier de la Légion h'Honneur
- Croix de guerre 1914-1918
- Croix de guerre 1939-1945